# 清钟堂
清钟堂原名半步街福音堂，是江西省南昌市主要的基督教堂之一，位于该市东湖区叠山路大士院南区11栋，也是南昌市开放的第二所教堂。
清钟堂是卫理公会美籍牧师烈格司、聂丞益于1894年来南昌后设立最早的一所教堂，是该会在南昌开辟的四所教堂（清钟堂、新民堂、志道堂、德胜堂）之一。 
1958年，南昌全市基督徒集中在应天寺举行联合礼拜，清钟堂献给国家，由南昌市第二汽车运输公司使用。1988年教会收回，1991年清钟堂被拆迁，1994年12月24日举行复堂典礼，正式恢复礼拜。清钟堂现有信徒2000人。 